# Praravinia
Praravinia  es un género con 50 especies de plantas con flores perteneciente a la familia de las rubiáceas.
Es nativo de Malasia.

## Taxonomía
Praravinia fue descrita por Pieter Willem Korthals y publicado en Verhandelingen over de Naturlijke Geschiedenis der Nederlandsche Overzeesche Bezittingen 189, en el año 1842.

## Especies seleccionadas
- Praravinia acuminata (Merr.) Bremek. (1940).
- Praravinia affinis (Merr.) Bremek. (1940).
- Praravinia borneensis (Merr.) Bremek. (1940).
- Praravinia bullata Bremek. (1940).[5]